# Бобруйская улица (Минск)
Бобру́йская у́лица (бел. Бабруйская вуліца) — улица в центральной части Минска. Расположена параллельно участку железной дороги возле вокзала. Названа, вероятно, по расположению близ вокзала Либаво-Роменской железной дороги, первой крупной станции на которой после Минска был Бобруйск.

## Описание
Начинается от площади Мясникова на пересечении с улицами Клары Цеткин (является её продолжением), Советской, Московской и Мясникова, проходит под путепроводом, соединяющим площадь Независимости и Московскую улицу, Привокзальную площадь, улицы Ленинградскую, Кирова, Ульяновскую, завершается перекрёстком с улицей Свердлова. Протяжённость — 1310 метров.
Застраивается с 1870-х годов, когда на некотором удалении от исторического центра города был построен железнодорожный вокзал. В настоящее время застроена в основном нечётная сторона, по чётной расположены железнодорожный вокзал и торговый центр, совмещённый с Центральным автовокзалом. Ранее на чётной стороне располагались хозяйственные постройки вокзала (сгорели во время советско-польской войны). На нечётной стороне расположены физический факультет, ректорат и административные здания Белорусского государственного университета, Институт ядерных проблем БГУ, жилые дома, общежития БГТУ. За исключением ректората БГУ, все здания послевоенной постройки.
На улице действуют маршруты:
- автобусные (1, 3с, 46, 50с, 69, 78, 79, 79д, 81э, 102, 115э, 119с, 127, 151э, 175э, 190э, 300э[6]);
- троллейбусные (3, 4, 5, 6, 7, 16, 20, 22, 30, 36, 44, 58[6]);
- трамвайные (1, 4, 7[6])
- маршрутные такси.

Есть выход к станции метро Площадь Ленина.